# Liste von Jazzmusikern/L
| Abk.  | Instrument           |
| ----- | -------------------- |
| acc   | Akkordeon            |
| acl   | Altklarinette        |
| afl   | Altflöte             |
| arr   | Arrangement          |
| as    | Altsaxophon          |
| b     | Bass                 |
| bar   | Baritonsaxophon      |
| bcl   | Bassklarinette       |
| bjo   | Banjo                |
| bl    | Bandleader           |
| bo    | Bongo                |
| bs    | Basssaxophon         |
| cl    | Klarinette           |
| clo   | Cello                |
| comp  | Komponist            |
| cond  | Dirigent             |
| cor   | Kornett              |
| dr    | Schlagzeug           |
| eh    | Englischhorn         |
| ep    | Elektronisches Piano |
| fg    | Fagott               |
| fl    | Flöte                |
| flh   | Flügelhorn           |
| frh   | Frenchhorn           |
| gisy  | Gitarrensynthesizer  |
| git   | Gitarre              |
| gl    | Glockenspiel         |
| har   | Mundharmonika        |
| harp  | Harfe                |
| kb    | Kontrabass           |
| keyb  | Keyboard             |
| lyra  | Lyra                 |
| mando | Mandoline            |
| mar   | Marimba              |
| obo   | Oboe                 |
| org   | Orgel                |
| p     | Piano                |
| perc  | Perkussion           |
| picb  | Piccolobass          |
| pictp | Piccolotrompete      |
| reeds | Holzblasinstrumente  |
| sax   | Saxophon             |
| ss    | Sopransaxophon       |
| syn   | Synthesizer          |
| tb    | Tuba                 |
| th    | Tenorhorn            |
| tp    | Trompete             |
| trb   | Posaune              |
| ts    | Tenorsaxophon        |
| tt    | Turntables           |
| vib   | Vibraphon            |
| viola | Viola                |
| vl    | Violine              |
| voc   | Gesang               |

Diese Liste ist eine Unterseite der Liste von Jazzmusikern.

## Laa – Lan
- Dean Laabs tp
- Joe LaBarbera dr, p
- John LaBarbera tp, comp, arr
- Pat LaBarbera ts, ss, as, fl, cl
- Rémy Labbé tp, arr, comp
- Chris Lachotta kb
- Jack Lacey tb
- Wolfgang Lackerschmid vib, marimba, comp,
- Jim Lackey dr
- Benny Lackner p, keyb, comp
- Jakob Lakner cl, ts, comp
- Mads La Cour tp, cor, flh
- Butch Lacy p, comp
- Frank Lacy trb, voc, comp
- Steve Lacy ss, comp
- Eden Ladin p
- Tommy Ladnier tp
- Marc Laferrière ss, as, cl
- Olivier Laferrière tp, kontra-bs
- Stan Laferrière p
- Fapy Lafertin git
- Steeve Laffont git
- Guy Lafitte ts
- Julian Lage git
- Michael Lagger p, comp
- Mário Laginha p, comp
- Biréli Lagrène git
- Holzamo Lagrène git
- Rabih Lahoud voc, comp
- David Lahm p, comp, arr
- Clara Lai p
- Alfred Laine cor, bl
- Bob Laine p
- Julian „Digger“ Laine tb
- „Papa Jack“ Laine dr
- Reino „Reiska“ Laine b
- Laurent Lair trb
- François Laizeau dr
- Dezső Lakatos ts, ss, fl
- Béla Szakcsi Lakatos p, comp
- Róbert Szakcsi Lakatos p, comp
- Tony Lakatos ss, ts
- Gene Lake dr
- Oliver Lake sax, comp
- Claude Lakey sax, tp, arr
- Thierry Lalo p, arr, comp
- Maurizio Lama p
- Ralph LaLama ts
- Slim Lamar cl, ts, bl
- Nappy Lamare git
- Andrew Lamb ts, fl
- Natalie Lamb voc
- Jeanie Lambe voc
- Dave Lambert voc
- Dave Lambert tromb
- Jeannette Lambert voc, comp
- Michel Lambert dr, comp
- Sam Lambie sax
- Dávid Lamm git, voc, comp
- Dick Lammi kb, bjo, tu
- Felipe Lamoglia sax
- Don Lamond dr
- Duncan Lamont ts, as, arr
- Swantje Lampert ts, comp, arr
- Steve Lampert tp
- Byard Lancaster sax, fl
- Olivier Lancelot p
- Sarah Lancman voc, comp
- Niels Lan Doky p, comp
- Harold Land ts, fl, ob
- Mathias Landæus p, keyb, comp
- Detlef Landeck trb
- Wes Landers dr
- Frits Landesbergen vib, dr, arr
- Frits Landesbergen senior vib, p, cond
- Nils Landgren trb
- Byron Landham dr
- Brian Landrus bar, bcl, bs, alto-fl, reeds, bass-fl, pic, contra-alto-cl
- Jermaine Landsberger p, org, keyb
- Adam Lane kb
- Kathleen Lane voc
- Morris Lane ts
- Steve Lane cor, comp, arr, bl
- Roberto Laneri ss, cl, bcl
- Bob Lanese tp
- Andreas Lang kb
- Eddie Lang git
- Ronnie Lang reeds
- Thierry Lang p, comp
- Walter K. Lang trb, comp
- Jim Langabeer reeds
- Hajo Lange b, kb
- Peter Lange tp
- Niko Langenhuijsen p, kp, ep, syn, comp, acc
- Thomas Langer git
- Rob Langereis kb, e-b, git
- Lukas Langguth p, comp
- Henning Langhage cor
- Scott Laningham dr
- Jim Lannigan kb, tb
- Steven Lantner p
- Zoltán Lantos vl
- Lou Lanza voc
- Alessandro Lanzoni p

## Lap – Laz
- Gaston Lapeyronnie tp
- Zach Lapidus p
- Alexei Lapin p
- John LaPorta cl, as, ts, comp
- Tim Lapthorn p
- Jean-Marc Larché as, ss, bar, comp
- Bob Lark tp, flhn
- Milt Larkin tp, trb
- George Lee Larnyoh sax, voc
- Jimmy LaRocca tp
- Nick LaRocca cor
- Sal La Rocca kb
- Mary LaRose voc
- Neil Larsen p, org, key, comp, arr
- Ture Larsen trb, comp, cond
- Adam Larson ts
- Christophe Lartilleux git, arr, comp
- Dominic Lash b
- Prince Lasha fl, as, bar, cl
- Lester Lashley trb, kb
- Ulrich Lask as, fl, synth
- Phil Lasley sax
- Timo Lassy ts, bar, fl, comp, lead
- Steve LaSpina b
- Harald Lassen sax, p
- Didier Lasserre dr, comp
- Francis Lassus dr, comp
- Timo Lassy ts
- James Last kb, b, comp, cond, arr
- Melvin Lastie co, tp
- Bill Laswell b
- Jay Lateef dr
- Yusef Lateef as, fl
- Karl Latham dr
- Urmas Lattikas p, arr
- Harlan Lattimore voc
- Frank Lauber as, fl, bcl, arr
- François Laudet dr
- Philippe Laudet cor, tp
- Christof Lauer ts
- Johannes Lauer trb
- Bill Laurance p, keyb, arr, comp
- Chris Laurence kb
- Dustin Laurenzi ts
- Cy Laurie cl
- Anja Lauvdal p, keyb, syn, comp
- Anna Lauvergnac voc
- Charles La Vere p, sax, trb, cor, acc, voc, arr
- Andy LaVerne p, keyb, comp
- Bill LaVorgna dr
- Ant Law git, comp
- John Law p
- Jim Lawless perc
- Rudy Lawless dr
- Arnie Lawrence ts
- Bruce Lawrence kb
- Charlie Lawrence as, cl, arr, bl
- Doug Lawrence ts, sax
- Elliot Lawrence p
- Erik Lawrence ts
- Josh Lawrence tp
- Mike Lawrence tp
- Rohn Lawrence git
- Hubert Laws fl
- Yarbrough Charles Laws fl, perc
- Charlie Lawson trb
- Janet Lawson voc
- Yank Lawson tp
- Paul Lay p, comp
- Rollo Laylan dr
- Alex Layne kb, e-b
- Sam Lazar org
- Serge Lazarevitch git, comp
- Sara Lazarus voc

## Ld – Lei
- Nguyên Lê git
- Arthur Lea p, th
- Marthe Lea ts, cl, voc, comp
- Michael League b, eb, Moog keybass, mandoline, keyb, comp, cond
- Sam Leak p, melodica, comp
- Brian Leake p
- Lawrence Leathers dr
- Ray Leatherwood kb
- Harry Leaheygit
- Joëlle Léandre kb, comp
- Jim Le Baigue dr
- Marc-Michel Le Bévillon b, comp
- Gerard Lebik  sax
- Carl LeBlanc git, bjo, voc, ld
- Pascal Le Boeuf p, comp
- Remy Le Boeuf as
- Lou Lecaudey sax
- Federico Lechner p, comp
- Bernd Lechtenfeld trb, arr
- William Lecomte p, arr, comp
- Waldemar Leczkowski bs
- Huddy Ledbetter voc, acc, harm, p, mando
- Ed Leddy tp
- Jeff Lederer reeds
- Mark Ledford voc, tp, git, dr
- Mike LeDonne p, org
- LeeAnn Ledgerwood p
- Brandon Lee tp
- Chris Lee tp, perc
- Chrissy Lee dr, bl
- David Lee dr
- Dixie Lee voc
- Freeman Lee p, tp
- Gee Hye Lee p
- Gordon Lee p, arr
- Jeanne Lee voc, comp
- Keiko Lee voc, p
- Marjorie Lee  voc
- Peggy Lee voc
- Peggy Lee clo
- Ranee Lee voc
- Sonny Lee trb
- Will Lee b
- Fred Leeflang ts, as, ss, cl, fl
- Cliff Leeman dr
- Joep van Leeuwen git, git-syn, comp
- Sophia Lefeber voc, vl, comp
- Gary LeFebvre as, ts
- Héloïse Lefebvre vl, comp
- Chad Lefkowitz-Brown ts
- Floyd LeFlore tp, flhn
- Wade Legge p
- Andy Leggett ss, ts, cl, git
- Éric Legnini p
- Michel Legrand p, keyb, arr, bl
- Zuzana Leharová vln
- Gadi Lehavi p
- Peter Lehel ts, comp
- Jani Lehmann kb
- Schmeling Lehmann git
- Steve Lehman sax, fl
- Alexandra Lehmler as, ss, bar, bcl, comp
- Erwin Lehn bl
- Thomas Lehn synth, p
- Jussi Lehtonen dr
- Marit van der Lei voc, comp
- Min Leibrook tu, b
- Santiago Leibson p
- Bruno Leicht tp
- Oliver Leicht sax, cl, fl, comp, arr
- Lucas Leidinger p
- Carol Ann Leigh voc
- Don Leight tp
- Bernie Leighton p
- Johan Leijonhufvud git, comp
- Urs Leimgruber ts, ss
- Samuel Leipold git
- Max Leiß kb
- Nikolaus Leistle bs, bcl
- Peter Leitch git
- Letieres Leite fl, ss, ts, arr, comp, cond

## Lej – Ley
- Martin Lejeune git
- Philippe LeJeune p
- Éric Le Lann tp, comp, bl
- Denis Leloup trb, comp
- Lömsch Le Mans sax, cl
- Gary Le Mel voc
- Francis Lemaguer git
- Jack Lemaire git
- Pierre Lemarchand dr
- Jobic Le Masson p, comp
- Pepi Lemer voc
- Kathrin Lemke sax, fl, bcl, comp
- Philippe Lemm dr
- François Lemonnier trb
- Brian Lemon p
- José Lencastre as, ts
- Werner Lener p, comp
- Peter M. Lengyel p, arr
- Calvin Lennig b
- Gianni Lenoci p
- Günter Lenz kb, comp
- Klaus Lenz tp, cond, comp
- Peter Lenz dr
- Uli Lenz p
- Alex Leonard p, voc
- Gaston Léonard dr
- Gerry Leonard git
- John Leone sax, fg
- Jay Leonhart kb, comp
- Harlan Leonard cl, as, bar, bl
- Stefano Leonardi fl
- Joseph Lepore kb
- Agnes Lepp voc
- Vincent Lê Quang ss, ts
- Gilbert Leroux dr, washboard
- Bill Le Sage vib, p
- Bartłomiej Leśniak p, keyb, syn, comp
- Bob Lessey git
- Émilie Lesbros voc, comp
- Phil Leshin kb
- Bill Leslie ts, saxello
- Billy Lester p
- Connie Lester as, ts, ss
- Christian Lété dr
- Thomas L’Etienne cl, as, ts, voc, arr, comp
- Johnny Letman tp
- Nicolas Letman-Burtinovic e-b, kb
- Bob Leto dr
- Carl Leukaufe vib
- Erik Leuthäuser voc, comp
- Krunoslav Levačić dr
- Didier Levallet kb, bl
- Oded Lev-Ari p, arr, comp, cond
- Stan Levey dr
- Daniel Levin clo
- Elliott Levin ts, fl
- Marc Levin tp, flh, fl, comp
- Tony Levin dr
- Yael Nachshon Levin voc, comp
- Henry Levine tp
- Mark Levine p, trb
- Sam Levine trb
- Ken Levinsky p, e-p, keyb
- Walt Levinsky reeds, arr
- Nick Levinovsky p, comp, bl
- Rod Levitt trb
- Stella Levitt voc
- Brian Levy ts, fl
- Howard Levy har
- Jed Levy ts, fl, afl, ss, cl
- John Levy b
- O’Donel Levy git
- Mark Lewandowski kb, comp
- Art Lewis dr
- Cappy Lewis tp, flhn
- Eric Lewis p
- George Lewis cl
- George E. Lewis trb, comp
- Greg Lewis org
- James Brandon Lewis ts
- Jimmy Lewis kb, e-b
- John Lewis p
- John Aaron Lewis p
- Julius Lewis as
- Larnell Lewis dr, comp
- Meade Lux Lewis p, celeste
- Mel Lewis dr
- Ramsey Lewis p, keyb
- Robert „Son Fewclothes“ Lewis, dr
- Steve Lewis p
- Sylvester Lewis tp
- Ted Lewis cl, voc, bl
- Vic Lewis bl, git
- Victor Lewis dr
- Willie Lewis cl, as, arr, bl
- Arno Lewitsch vl
- Soeren Leyers vl
- Eggy Ley ss, as, voc, ld
- Joachim Leyh dr

## Li – Ln
- Matteo Liberatore git
- Barbra Lica voc, comp
- David Liebman ss, ts
- Carol Liebowitz voc, p
- Pepe Lienhard ss, as, ts, trb, voc, cl, fl, cond
- Stefan Lievestro b
- Chris Lightcap kb
- Terry Lightfoot cl, as, voc
- Joost Lijbaart dr
- Yaroslav Likhachev ts, comp
- Martin Lillich kb, eb, bassello, kontrabassgitarre, comp
- Christian Lillinger dr
- Tcha Limberger git, viol, voc, comp
- Peter Lin trb
- Abe Lincoln trb
- Perry Lind kb
- John Lindberg kb
- Brad Linde sax, cl, are
- Ivar Lindell kb
- Susanna Lindeborg p, keyb, synt, electronics, el-p, fl, computer, laptop, comp
- Gregor Lindemann kb, b
- Matthias Lindermayr tp, comp
- Ole Lindgreen trb
- Kurt Lindgren kb, comp
- Lucas Lindholm kb, b
- Axel Lindner vln
- Jason Lindner p, keyb, bl, arr
- Manfred Lindner ts, ss
- Arto Lindsay git
- John Lindsay b, trb
- Josefine Lindstrand voc, p
- Johan Lindvall p, comp
- Otto Lington vln, bl
- Rudy Linka git
- Kira Linn bar, bcl, comp
- Jeff Linsky git
- Adam Linson kb, electr
- Staffan Linton p, comp
- Sarah Lipfert voc
- Steve Lipkins tp
- Jan Lippert git
- Fred Lipsius as, ts, keyb, arr, comp
- Mike Lipskin p, voc
- Jérémy Lirola b, comp, bl
- Al Lirvat trb, git, comp, bl
- Andrew Lisle dr
- Selwyn Lissack dr
- Martin Listabarth p, comp
- Laura Littardi voc, comp
- Booker Little tp
- Steve Little dr, perc
- Wilbur Little kb
- Peter Littman dr
- Regina Litvinova p
- Edwin Livingston kb
- Fud Livingston cl, sax, keyb, arr, comp
- Ulysses Livingston git
- Antonio Lizana as, ss, voc, comp
- Fredrik Ljungkvist sax, cl
- Sébastien Llado trb, shells, perc
- Jack Llewellyn git
- Jaume Llombart git
- Cecil Lloyd p
- Charles Lloyd ts, as, fl, obo, maracas, taragato u. a.
- Jerry Lloyd p, tp
- André Lluis cl

## Lo
- Ted Lo p, keyb, arr
- Andrej Lobanov tp, bl
- Zachary „Zack“ Lober kb
- Max Löbner git, comp
- Simone Locarni p
- Giancarlo Nino Locatelli cl, bcl
- Joel Locher kb
- Joe Locke vib
- Mornington Lockett ts, as, cl
- Mark Lockheart ss, ts, cl, bcl, p
- Gareth Lockrane fl, picc, afl, bfl, p, arr, comp
- Didier Lockwood vl, comp
- Francis Lockwood p, key, synt, comp
- John Lockwood kb
- Don Lodice ts
- Steve Lodder p
- Ray Lodwig tp
- Wyn Lodwick cl
- Chuck Loeb git
- Kalle Löhr git
- Sonia Loenne voc
- Antti Lötjönen kb
- Kenton Loewen dr
- Lorne Lofsky git
- Peter Lofthouse trb
- Torstein Lofthus dr, comp
- Keith Loftis ts
- 'Cripple' Clarence Lofton p
- Freddie Logan b
- Michael Logan kb
- Wendell Logan cl, sax, comp
- Jens Loh kb
- Olavi Louhivuori dr, comp
- Werner Lohr tbn, tu
- Niels Lyhne Løkkegaard as, comp
- Nick Lombardelli trb, tu
- Michela Lombardi voc, comp, arr
- Andrea Lombardini b, comp
- Patty Lomuscio voc
- Natalia Rose Londoño git
- Amy London voc
- Frank London tp, git
- Riley Stone Lonergan ts
- Slats Long sax, cl
- Wilbert Longmire git
- Guy Longnon tp, arr
- Mike Longo p, comp
- Eric Longsworth cel, comp
- Fred Lonzo tbn
- Harry Lookofsky vl
- Dan Loomis kb
- David Lopato p, comp
- Brandon Lopez kb
- Perry Lopez g
- Ramón López dr, perc, comp
- Vincent Lopez p, bl
- Harold López-Nussa p, comp
- Jorge López Ruiz kb, comp, arr, cond
- Oscar López Ruiz git, arr, comp, cond
- Herb Lorden cl, as, ts, arr
- Alex LoRe as
- Julien Loreau sax
- Tom Lorenz vib
- Mimi Lorenzini git
- Francesco Losavio b
- Joachim Lösch tp, flh, voc
- Russ Lossing p
- Stephanie Lottermoser sax, voc
- Mark Alban Lotz fl
- Kalevi Louhivuori trp, comp
- Olavi Louhivuori dr, comp
- Roy Louis b, comp, arr
- Eddy Louiss p, org
- Jacques Loussier p
- Yoann Loustalot tp, flh, comp
- Julien Loutelier dr, perc
- Joe Lovano ss, ts, as, bcl, acl, fl, tarogato, comp
- Jimmy Lovelace dr
- Herbie Lovelle dr
- Paul Lovens dr
- Eyal Lovett p, comp
- Leroy Lovett p, arr
- Al Lowe sax
- Allen Lowe sax, git, comp
- Frank Lowe sax
- Mundell Lowe git
- Marque Lowenthal p, ep, comp
- Robert „Boysie“ Lowery sax
- Annette Lowman voc
- Bert Lown vl, comp, bl
- Henry Lowther tp, flh, vl
- Arnold Loyacano, b, p
- Frank Lozano ss, ts

## Lu – Lz
- Chien Chien Lu vib, perc
- Jerry Lu p
- Romero Lubambo git
- Kay Lübke dr, comp
- Dawid Lubowicz vl, comp
- Sylvain Luc git
- Antonio Lucaciu sax
- Robert Lucaciu b, clo
- Simon Lucaciu p
- Clyde Lucas voc, trb, bl
- Buddy Lucas ts, voc, harm
- Maxwell Lucas sax
- Nick Lucas git
- Tommy Lucas git
- Francine Luce voc
- Dante Luciani trb
- Lawrence Lucie git, banj
- Warren Luckey ts
- Anke Lucks trb, comp
- Howard Lucraft comp, bl, arr, git
- Hakim Ludin perc, comp
- Brooklyn Rose Ludlow dr
- Emil Ludvík p, acc, ld, comp
- Gene Ludwig
- Johannes Ludwig sax, fl, comp
- Björn Lücker dr
- Hans Lüdemann p, comp
- Warren Luening tp, flhn
- Inga Lühning voc
- Rob Luft git
- Steven Lugerner sax, fl, cl
- Erik van der Luijt p, keyb
- Tony Lujan tp, flh
- Kosta Lukács git, comp
- Miklós Lukács cimbalom
- Tamara Lukasheva voc, p
- German Lukianov tp, flh
- Aviaja Lumholt voc
- Igor Lumpert sax
- Jimmy Lunceford bl, as
- Anna Lund dr, comp
- Morten Lund dr
- Isabella Lundgren voc
- Jan Lundgren p
- Fredrik Lundin ss, ts, fl, bfl, comp, arr, bl
- Anna Lundqvist voc, comp
- Oleg Lundstrem p, bl
- Carmen Lundy voc
- Curtis Lundy b
- Carl Lunsford bjo, voc
- Evan Lurie keyb, p
- Jessica Lurie as, ts, cl, fl, acc, comp
- John Lurie sax, comp
- Andy Lüscher dr, perc, arr
- Fredi Lüscher p
- Marcel Lüscher ss, as, ts, bar, cl, bcl, comp
- Thomas Lüscher p, keyb, org
- Ilya Lushtak voc, git
- Sophie Lüssi vl, viola, comp
- Pietro Lussu p
- Nellie Lutcher voc, p
- Claude Luter cl
- Eric Luter tp, voc
- Matthew Lux kb
- Chick Lyall p, comp
- Lyambiko voc, bl
- Brian Lynch tp, flh
- Carl Lynch git
- Jimmy Lyon, p
- Graham Lyons bar
- Jimmy Lyons sax
- Carlos Lyra git, voc, comp
- Joel Lyssarides p, comp, arr
- Jimmy Lytell cl
- Johnny Lytle vib
- Humphrey Lyttelton tp